# Madgöl (Överums socken, Småland)
Madgöl är en sjö i Västerviks kommun i Småland och ingår i Storåns huvudavrinningsområde.